# Tapeinidium moorei
Tapeinidium moorei är en ormbunkeart som först beskrevs av William Jackson Hooker, och fick sitt nu gällande namn av Georg Hans Emmo Wolfgang Hieronymus. Tapeinidium moorei ingår i släktet Tapeinidium och familjen Lindsaeaceae. Inga underarter finns listade.